# 曹之江
曹之江（1934年11月23日—2021年4月2日），男，汉族，浙江上虞人，中国数学家，曾任内蒙古大学副校长、教授，中国数学会理事。